# Nelson Sargento
Nelson Sargento OMC (Rio de Janeiro, 25 de julho de 1924 – Rio de Janeiro, 27 de maio de 2021), nome artístico de Nelson Mattos, foi um compositor, cantor, pesquisador da música popular brasileira, artista plástico, ator e escritor brasileiro.
Tendo morado no Morro da Mangueira desde 12 anos de idade, Nelson notabilizou-se como um dos mais importantes sambistas da Estação Primeira de Mangueira, do qual integrou e presidiu a ala de compositores da escola, bem como se tornou presidente de honra.
O apelido artístico "Sargento" aludia à patente que alcançou por ter servido no Exército Brasileiro na segunda metade dos anos 1940. Ganhou notabilidade como cantor no Zicartola e, pouco depois, como integrante dos conjuntos A Voz do Morro e Os Cinco Crioulos na década de 1960. Mas somente em 1979, aos 55 anos, o compositor gravou seu primeiro álbum solo. Ao longo da sua vida, o sambista compôs mais de 400 composições.
Além da carreira musical, Nelson foi pintor e poeta, tendo publicado os livros "Prisioneiro do Mundo" e "Um certo Geraldo Pereira". Também fez participações nos filmes "O Primeiro Dia" e "Orfeu", além de ter sido tema do documentário "Nelson Sargento da Mangueira".

## Biografia

### Infância
Nasceu em 25 de julho de 1924, na Santa Casa da Misericórdia, na Praça XV, filho de Rosa Maria da Conceição e Olímpio José de Mattos. Rosa Maria era empregada doméstica e cozinheira. Trabalhava e morava com Nelson na Tijuca, na casa do comerciante Manoel Ferreira Dias que era atacadista de secos e molhados, na Rua do Acre, no Centro. Seu pai, cozinheiro de profissão, trabalhava no Armazém Dragão. Nelson conviveu pouco com o pai. Encontravam-se esporadicamente, pois quando o conheceu, ele não morava mais com sua mãe. Olímpio morreu de gangrena, depois de um acidente na cozinha de um restaurante; uma panela de água quente caiu em seu pé e, não sendo tratado, acabou falecendo.
Sua mãe saiu do emprego da casa dos Ferreira Dias, indo morar no morro do Salgueiro, em um barraco alugado. Para se sustentar ela passou a lavar a roupa de várias famílias. Nelson entregava as roupas lavadas no bairro da Tijuca. Foi lá no morro do Salgueiro que Nelson, então com dez anos de idade, tomou conhecimento do samba, desfilando e tocando tamborim na escola "Azul e Branco". Ali havia ainda outras duas escolas: a "Unidos do Salgueiro" e a "Depois eu Digo". José Casemiro, (conhecido como Calça Larga), uma liderança no morro, uniu todas elas, nascendo assim o Acadêmicos do Salgueiro.
Sua mãe morava com um senhor de idade avançada, chamado Arthur Pequeno, que trabalhava como tecelão da fábrica de Tecidos Bom Pastor e era grande amigo do português Alfredo Lourenço, importante compositor da GRES Estação Primeira de Mangueira. Com o falecimento do companheiro, Rosa Maria teve muitas dificuldades para se manter com Nelson no Morro do Salgueiro. Alfredo Lourenço convidou-a para morarem com ele em sua casa na Mangueira. Ele morava numa parte do morro conhecida como Santo Antônio. Alfredo Lourenço era empreiteiro da construção civil e um excelente letrista. Era uma figura diferente naquele universo, um português que compunha sambas.

### Carreira musical

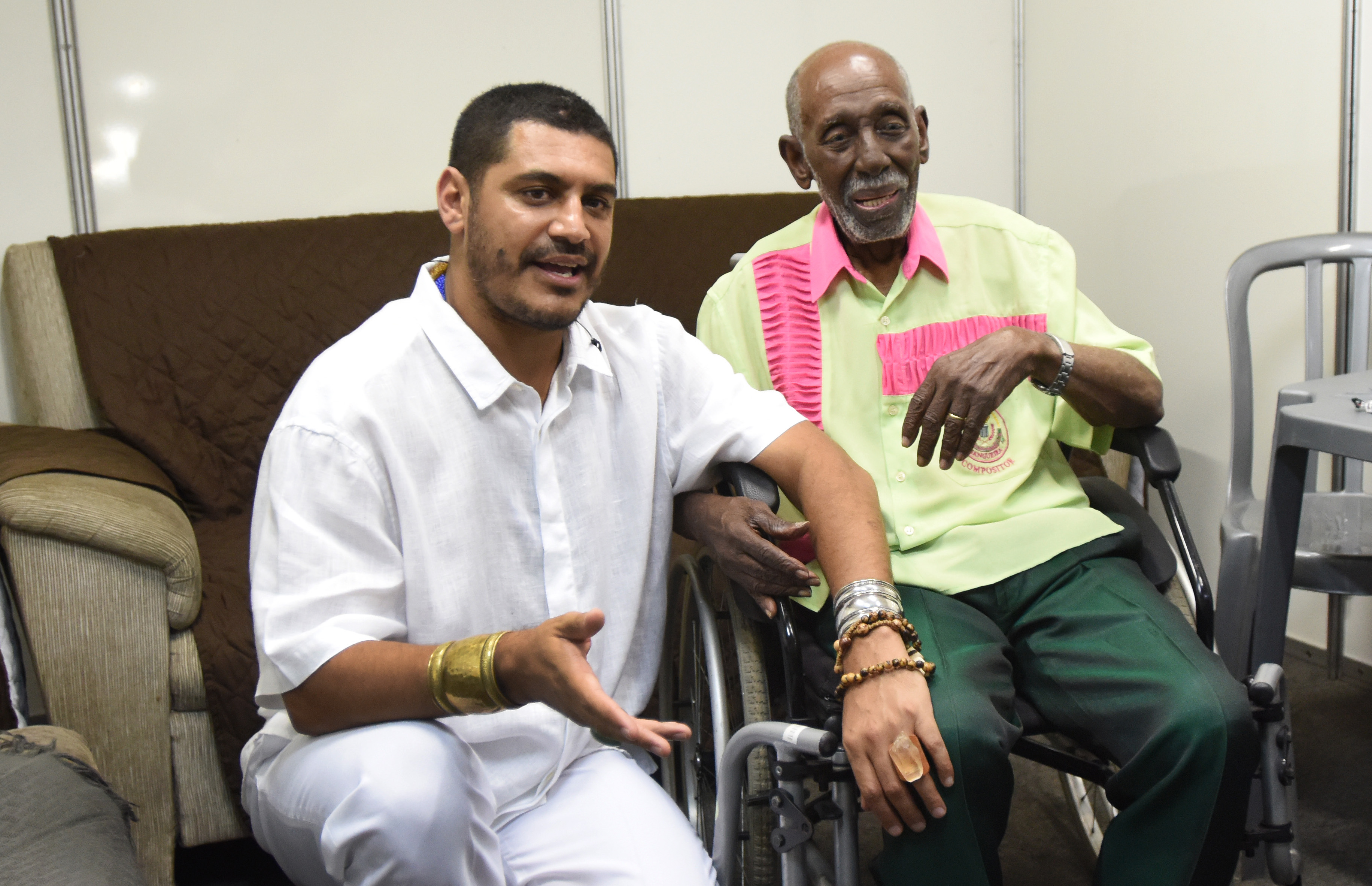
Em 2019 Nelson Sargento se apresentou na Concha Acústica junto com Criolo e a Orquestra Sinfônica Municipal de Campinas.

Incentivado pelo padrasto Alfredo Lourenço, Nelson despontou para a música na adolescência. No Carnaval de 1949, venceu a seletiva de sambas-enredo da Mangueira com "Apologia ao mestre" (parceria com Alfredo Lourenço), e escola de samba se sagrou campeã do desfile daquele ano. A parceria entre enteado e o padrasto rendeu, para o desfile seguinte, o samba-enredo "Plano SALTE - Saúde, lavoura, transporte e educação", que garantiu um novo campeonato à escola.
Em 1955, Nelson e Alfredo Lourenço compuseram o samba-enredo "As quatro estações do ano ou Cântico à natureza", tido como um dos mais belos já realizados. Três anos depois, Nelson foi eleito presidente da ala de compositores da Mangueira, posição que lhe permitiu maior convivência e aprendizado com os sambistas veteranos da escola, como Carlos Cachaça, Saturnino, Aluisio Dias, Babaú e, principalmente, Cartola, de que se tornaria um discípulo ao guardar na cabeça os versos que o mestre compunha de maneira descompromissada, além de completar outras das suas composições.
Foi justamente no Zicartola, o restaurante de Cartola e Dona Zica, que Nelson começou a se apresentar como cantor e compositor, entre 1964 e 1965, e a se tornar mais conhecido da cena do samba urbano carioca. Pouco depois, Nelson foi convidado a participar do espetáculo musical "Rosa de Ouro", dirigido por Hermínio Bello de Carvalho e ao lado de Paulinho da Viola, Elton Medeiros, Jair do Cavaquinho e Anescarzinho. Ao lado desses e de outros sambistas, Nelson integrou alguns conjuntos que marcaram o samba daquela época, como A Voz do Morro e Os Cinco Crioulos.
Aos poucos, algumas de suas composições passaram a ser gravadas por artistas como Paulinho da Viola, que lançou "Minha Vez de Sorrir", em 1971, e "Falso Moralista", em 1972, dois dos sambas mais conhecidos de Nelson. Em 1978, Beth Carvalho lançou "Agoniza Mas Não Morre", que se tornou a composição de maior sucesso do sambista.
A boa repercussão comercial do samba "Agoniza Mas Não Morre" na voz de Beth possibilitou a Nelson que ele finalmente gravasse, aos 55 anos, o seu primeiro disco solo, "Sonho de Sambista", lançado em 1979. O trabalho apresentou, além de "Agoniza Mas Não Morre", outras de suas composições conhecidas, como "Falso Moralista", "Falso Amor Sincero", "Minha Vez de Sorrir" e "Cântico à Natureza".
Apesar disso, o LP não permitiu que Nelson emplacasse uma carreira de cantor. O sambista gravou seu segundo álbum de estúdio, "Encanto da paisagem", somente em 1986 e, em grande parte, graças ao empenho de um produtor japonês Katsunori Tanaka.
Em 1990, Nelson lançou seu terceiro LP, "Inéditas de Nelson Sargento", e em 1998, participou do álbum vivo "Só Cartola" ao lado de Elton Medeiros e do grupo Galo Preto. Seus dois últimos trabalhos foram os álbuns "Flores em Vida" e "Versátil", lançados em 2001 e 2008 respectivamente. Em toda carreira, o sambista foi autor de mais de 400 composições, muitas das quais compostas no mesmo violão que o comprado às pressas, de segunda mão, para que pudesse integrar o show “Rosas de Ouro”.
Além do reconhecimento como sambista, Nelson também foi artista plástico e poeta. Após pintar o apartamento do jornalista Sérgio Cabral, o sambista foi estimulado a expor sete quadros de sua fase abstrata em 1973. Também teve 14 obras expostas no Espaço Favela na edição do festival Rock in Rio de 2019. Como escritor, teve lançado os livros "Prisioneiro do mundo", em 1994, e Pensamentos, em 2005. Ainda fez participações em filmes como O Primeiro Dia", de Walter Salles e Daniela Thomas, "Orfeu" de Cacá Diegues, além de ter sido tema do documentário "Nelson Sargento da Mangueira", de Estevão Ciavatta.

### Morte
Em maio de 2021, o sambista foi internado no Instituto Nacional de Câncer - órgão que frequentava desde 2005 quando recebeu tratamento por câncer de próstata - com desidratação e anorexia, além de testar positivo para Covid-19, apesar de Nelson ter tomado as duas doses da vacina CoronaVac entre janeiro e fevereiro deste ano. O quadro clínico do compositor piorou até que ele veio a falecer em 27 de maio de 2021, aos 96 anos de idade.
Em sua homenagem, o Terreirão do Samba, localizado na Praça Onze, foi batizado com o seu nome.

## Vida pessoal
Nasceu dia 25 de julho de 1924. Filho único de Rosa Maria da Conceição e Olímpio José de Mattos. Nos primeiros anos se chamou Nelson Rosa, depois do registro do pai passou a se chamar Nelson Mattos. Ao longo da vida teve três companheiras e sete filhos biológicos, além de duas adotivas. Em 2024 completaria 100 anos. As comemorações estão sendo preparadas por seus herdeiros, veja mais informações no site oficial www.nelsonsargento.com.br 
Além do amor pela Mangueira, Nelson era torcedor do clube de futebol Vasco da Gama.

## Obras

### Discografia
carreira solo
- 1979 - Sonho de um sambista • Estúdio Eldorado
- 1986 - Encanto da paisagem • Kuarup
- 1990 - Inéditas de Nelson Sargento • Clube da Criação
- 2001 - Flores em vida • Selo MEC
- 2008 - Versátil • Selo Olho do Tempo

como integrante do Conjunto Rosa de Ouro
- 1965 - Rosa de ouro • Odeon
- 1967 - Rosa de ouro • Odeon

como integrante do Conjunto A Voz do Morro
- 1965 - Roda de samba 2 • Musidisc
- 1966 - Os sambistas • RGE

como integrante do Conjunto Os Cinco Crioulos
- 1967 - Samba... no duro • Odeon
- 1968 - Samba... no duro 2 • Odeon
- 1969 - Os Cinco Crioulos • Odeon

### Literatura
- 1994 - Prisioneiro do mundo
- 2005 - Pensamentos

## Premiações
Estandarte de Ouro
- 2015 - Personalidade do Ano [7]

Tamborim de Ouro
- 2015 - Homenagem Especial [8]